# فريدريك جاكسون تيرنر
فريدريك جاكسون تيرنر (بالإنجليزية: Frederick Jackson Turner)‏ (من 14 من نوفمبر 1861م حتى 14 من مارس 1932م) كان مؤرخًا أمريكيًا في أوائل القرن العشرين عمل في جامعة ويسكنسن حتى 1910م ثم في جامعة هارفارد. وقام بتدريب العديد من حملة الدكتوراه، الذين شغلوا مراكز بارزة في مهنة التاريخ. وقد كان يشجع استخدام الطرق الكمية والطرق متعددة التخصصات، مع التركيز أحيانًا على الغرب الأوسط. وأفضل ما يُعرف به هي مقالته «أهمية الحدود في التاريخ الأميركي» (The Significance of the Frontier in American History) التي شكّلت أفكاره أطروحة الحدود (Frontier Thesis). وقد كان يزعم أن الحدود الغربية المتحركة قد شَكّلت الديمقراطية الأمريكية والشخصية الأمريكية من الفترة الاستعمارية حتى عام 1890م، كما اشتهر أيضًا بنظرياته حول الإقليمية الجغرافية. في السنوات الأخيرة، شهد التاريخ الغربي خلافات محتدمة حول أطروحته المتعلقة بالحدود، ولكن مع نقطة توافق واحدة، ألا وهي تأثيره العظيم على الدراسة العلمية التاريخية والفكر الأمريكي.

## وصلات خارجية
- فريدريك جاكسون تيرنر على موقع الموسوعة البريطانية (الإنجليزية)
- فريدريك جاكسون تيرنر على موقع إن إن دي بي (الإنجليزية)
- مؤلفات Frederick Jackson Turner في مشروع غوتنبرغ